# حارة سعد بن أبي وقاص (صنعاء)
حارة سعد بن أبي وقاص هي إحدى حارات حي معين بمديرية معين إحد مديريات العاصمة اليمنية صنعاء، بلغ تعداد سكانها 8196 نسمة حسب تعداد اليمن لعام 2004.